# Famous Last Words
Famous Last Words – drugi singel z płyty My Chemical Romance The Black Parade. Piosenka została napisana przez Gerarda Waya (wokal) gdy jego brat Mikey Way (bas) był uzależniony od narkotyków, pogrążony w depresji wywołanej nimi i odszedł na jakiś czas z zespołu. Jak sam zespół mówi piosenka ta została napisana w „najmroczniejszych dniach ich życia”. Mikey nieuchronnie zbliżał się ku końcowi. W tekście motyw odejścia Mikey’ego z zespołu można przeczytać w: „Now I know That I can’t make you stay But where’s your heart? But where’s your heart? But where’s your... (...) I am not afraid to keep on living I am not afraid to walk this world alone Honey if you stay, I’ll be forgiven Nothing you can say can stop me going home”. I wreszcie pod koniec piosenki Gerard stawia nieobecnego brata przed wyborem: „I see you lying next to me With words I thought I’d never speak Awake and unafraid Asleep or dead” Sen oznacza pozostanie w nałogu i jak Gerard pisze „śmierć” a przebudzenie symbolizuje walkę i próbę życia dalej.
Wideo zostało wyreżyserowane przez tego samego człowieka który odpowiedzialny był za „Welcome to the Black Parade”. W teledysku jest dużo ognia, „all their solus are burning...” Perkusista Bob Bryar został mocno poparzony podczas prac nad teledyskiem (oparzenia 3. stopnia, gangrena), a wokalista Gerard Way doznał kontuzji nogi. Podczas jego kręcenia nieznany był tytuł piosenki.

## Lista utworów
Wersja pierwsza:
1. „Famous Last Words”
2. „My Way Home Is Through You”

Wersja druga:
1. „Famous Last Words”
2. „Kill All Your Friends”

Wersja trzecia:
1. „Famous Last Words”
2. „My Way Home Is Through You”
3. „Kill All Your Friends”

Wersja czwarta:
1. „Famous Last Words” (live)
2. „My Way Home Is Through You”
3. „Kill All Your Friends”